# Fuji T-1
Le Fuji T-1 est le premier avion d'entraînement à réaction japonais. 

## Historique
Il s'agit du premier avion à réaction conçu au Japon. Fuji a commencé à développer un avion d'entraînement avancé propulsé par un moteur à réaction dans les années 1950.
La conception est largement basée sur l'avion de chasse américain F-86 Sabre, qui a été construit au Japon sous licence. Ce développement marque la résurgence de l'industrie aéronautique japonaise.
Son premier vol a lieu en janvier 1958. Il entre en service en mai 1960 et est retiré du service près de 50 ans plus tard en mars 2006.

## Versions
- T1F1: prototype

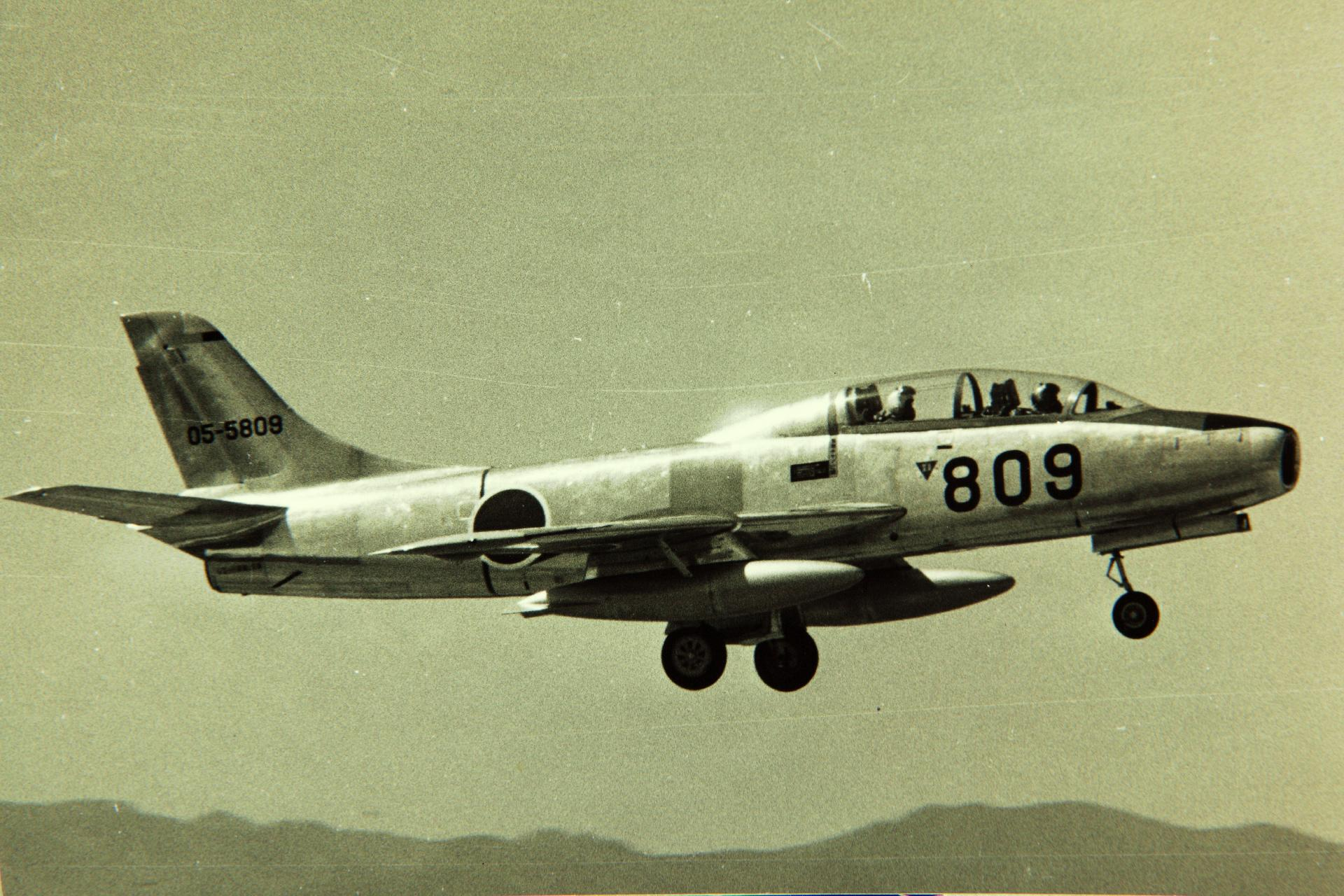
Fuji T-1A.

- T-1A: avec réacteur Bristol Siddeley Orpheus 805, 46 exemplaires.
- T-1B: avec réacteur Ishikawajima-Harima J3-IHI-3, 20 exemplaires.
- T-1C: avec réacteur Ishikawajima-Harima J3-IHI-7, conversion de T-1B.

## Utilisateurs
- Japon: Force aérienne d'autodéfense japonaise.